# 東宮侍従
東宮侍従（とうぐうじじゅう）は、皇太子につかえる文官のこと。

## 概要
東宮とは皇太子のことで、天皇に侍従が付されていることにならい、天皇に準ずる待遇をうける皇太子に付される。仕事内容は侍従とほぼ変わらない。宮内庁東宮職に所属し、東宮大夫の監督をうける。
かつて天皇に侍従武官が付されていた頃は、同様に東宮武官が付された。

## 東宮侍従を務めた人物
- 丸尾錦作：大正天皇の東宮侍従・裕仁、雍仁親王の皇孫御養育掛長・裕仁親王の皇子傅育官長
- 小笠原長育：大正天皇の東宮侍従
- 有馬純文
- 甘露寺受長
- 濱尾実
- 入江為守：東宮侍従長
- 穂積重遠：東宮大夫兼東宮侍従長
- 田内三吉
- 大嶋英一
- 黒木従達
- 大森茂
- 木村徹也
- 坂根工博
- 水谷章
- 目賀田八郎
- 八木貞二